# Van Oranje-Nassau van Amsberg
Van Oranje-Nassau van Amsberg is een sinds 2002 bestaand Nederlands adellijk geslacht waarvan leden de titel van graaf of gravin en ook het predicaat jonkheer of jonkvrouw voeren. De titel en het predicaat worden gevoerd door de nakomelingen van de twee jongste zonen van prinses Beatrix en prins Claus der Nederlanden, jonkheer van Amsberg, dat wil zeggen de nakomelingen van Friso (1968-2013) en Constantijn.
De dochters van de oudste zoon van prinses Beatrix en prins Claus, koning Willem-Alexander der Nederlanden zijn prinsessen van het Koninklijk Huis en behoren tot het huis Oranje-Nassau. Zij behoren niet tot de grafelijke familie Van Oranje-Nassau van Amsberg. Ook prins Constantijn hoort niet tot deze grafelijke familie. 

## Geschiedenis
Het nieuwe grafelijk geslacht werd ingesteld nadat Prins Constantijn en Laurentien Brinkhorst hun verloving bekend hadden gemaakt. Hun huwelijk werd voltrokken op 17 mei 2001. Met dat huwelijk - waarvoor toestemming werd verkregen van de Staten Generaal - werd ook Laurentien Brinkhorst lid van het koninklijk huis. 
Voor mogelijke kinderen geboren uit dit huwelijk moest de geslachtsnaam bepaald worden bij koninklijk besluit. De regering besloot om dat de geslachtsnaam van deze kinderen zou gaan luiden: van Oranje-Nassau van Amsberg. Bij koninklijk besluit van 11 mei 2001, nr. 227, werd dan ook vastgesteld dat eventuele nakomelingen van prins Constantijn zullen voeren: de titel graaf (gravin) van Oranje-Nassau, het predicaat jonkheer (jonkvrouw) van Amsberg en de geslachtsnaam Van Oranje-Nassau van Amsberg. 
Het predicaat jonkheer (jonkvrouw) van Amsberg was volgens een advies van de Hoge Raad van Adel  blijkens de memorie van toelichting niet noodzakelijk om de adeldom aan te duiden. Omdat eerder was bepaald dat Prins Claus tevens Jonkheer van Amsberg zou zijn, is daarbij aansluitend besloten om deze combinatie van titel en predicaat te gebruiken.
Bij koninklijk besluit van 19 maart 2004, nr. 126, werd aan prins Friso de erfelijke titel van graaf verleend met de geslachtsnaam Van Oranje-Nassau van Amsberg. In 2004 vond inschrijving plaats in het filiatieregister van de Hoge Raad van Adel, de officiële centrale registratie van de adel van het Koninkrijk der Nederlanden.

### Wapen

Geslachtswapen Van Oranje-Nassau van Amsberg

Het wapen van prins Friso werd bij het adelsdiploma van 1 april 2005 als stamvader van het erfelijke gravengeslacht als hierna beschreven vastgesteld. Volgens de Hoge Raad van Adel ligt het voor de hand dat dit wapen op den duur ook door andere leden van het grafelijke geslacht Van Oranje-Nassau van Amsberg (de nakomelingen van Prins Constantijn) zal worden gevoerd. Blazoenering van het schild:
- Gevierendeeld:
  - I en IV. In azuur, bezaaid met staande blokjes van goud, een klimmende rechtsgewende leeuw van goud (Nassause leeuw), getongd en genageld van keel;
  - II en III. In goud een jachthoorn van azuur, gesnoerd en geopend van keel, beslagen van zilver.
- Een hartschild van sinopel met een zilveren kasteel op een drietoppige gouden berg. Het kasteel bestaande uit een middengebouw en twee gekanteelde torens, verbonden door muren. In het middengebouw een rondbogige deuropening van sabel, waarboven twee langwerpige vensters naast elkaar, in de zijtorens één langwerpig venster, in de muur ter weerszijden van het middengebouw een klein venster; de vensters van zilver. Op het middengebouw een naar boven versmald hoog dak, de zijtorens van spitsen voorzien.

Schilddekking en -houders (niet weergegeven in figuur hiernaast):
- Het schild gedekt voor de mannelijke afstammelingen met twee helmen;
  - de eerste getralied en gesierd van goud, gevoerd van keel, met dekkleden van goud en azuur, en gekroond met een gouden kroon van drie bladeren en twee parelpunten; helmteken: een vlucht van sabel, beladen met een gewelfde schuinbalk van zilver, waarop drie lindebladen van sinopel, met de stelen omhoog;
  - de tweede getralied en gesierd van goud, gevoerd van keel, met dekkleden van zilver en sinopel en gekroond met een gouden kroon van drie bladeren en twee parelpunten; helmteken: een uitkomende leeuw van goud;
- Het schild voor de vrouwelijke afstammelingen, gedekt met de hun toekomende rangkroon.
- Schildhouders: twee leeuwen van goud, getongd en genageld van keel.

## Enkele telgen
- Johan Friso Bernhard Christiaan David prins van Oranje-Nassau, graaf van Oranje-Nassau, jonkheer van Amsberg (1968–2013)
  - Emma Luana Ninette Sophie gravin van Oranje-Nassau, jonkvrouw van Amsberg (2005)
  - Joanna Zaria Nicoline Milou gravin van Oranje-Nassau, jonkvrouw van Amsberg (2006)
- Kinderen van prins Constantijn (1969):
  - Eloise Sophie Beatrix Laurence gravin van Oranje-Nassau, jonkvrouw van Amsberg (2002)
  - Claus-Casimir Bernhard Marius Max graaf van Oranje-Nassau, jonkheer van Amsberg (2004)
  - Leonore Marie Irene Enrica gravin van Oranje-Nassau, jonkvrouw van Amsberg (2006)

D'Aubremé † ·
Bentinck † ·
Van den Bosch ·
De Borchgrave d'Altena ·
Van Bylandt ·
Du Chastel de la Howarderie † ·
Van Gronsfeld Diepenbrock † ·
Dumonceau ·
Van der Duyn † ·
Festetics de Tolna ·
De Ficquelmont † ·
De Geloes ·
Van der Goltz † ·
Van Heerdt † ·
Van Heiden † ·
De Hochepied ·
Van Hoensbroeck ·
Van Hogendorp · 
Von Hompesch-Rürich † · 
De Larrey † ·
Van Limburg Stirum · 
Van Lynden ·
De Marchant et d'Ansembourg ·
Van Nassau la Lecq † ·
De Norman d'Audenhove ·
Von Oberndorff ·
Van Oranje-Nassau van Amsberg · 
De Perponcher Sedlnitsky ·
Von Quadt ·
Van Randwijck ·
Von Ranzow ·
Van Rechteren ·
Van Reede † ·
Van Renesse † · 
De Riquet de Caraman ·
Schimmelpenninck ·
Zu Stolberg-Stolberg ·
Van Wassenaer † ·
Wolff Metternich † ·
Van Zuylen van Nijevelt

Geslachten die tot de adel van het Koninkrijk der Nederlanden behoren of hebben behoord. Lijst volgens opgave van de Hoge Raad van Adel. †: Geslacht uitgestorven of titel vervallen.